# 千葉労災病院

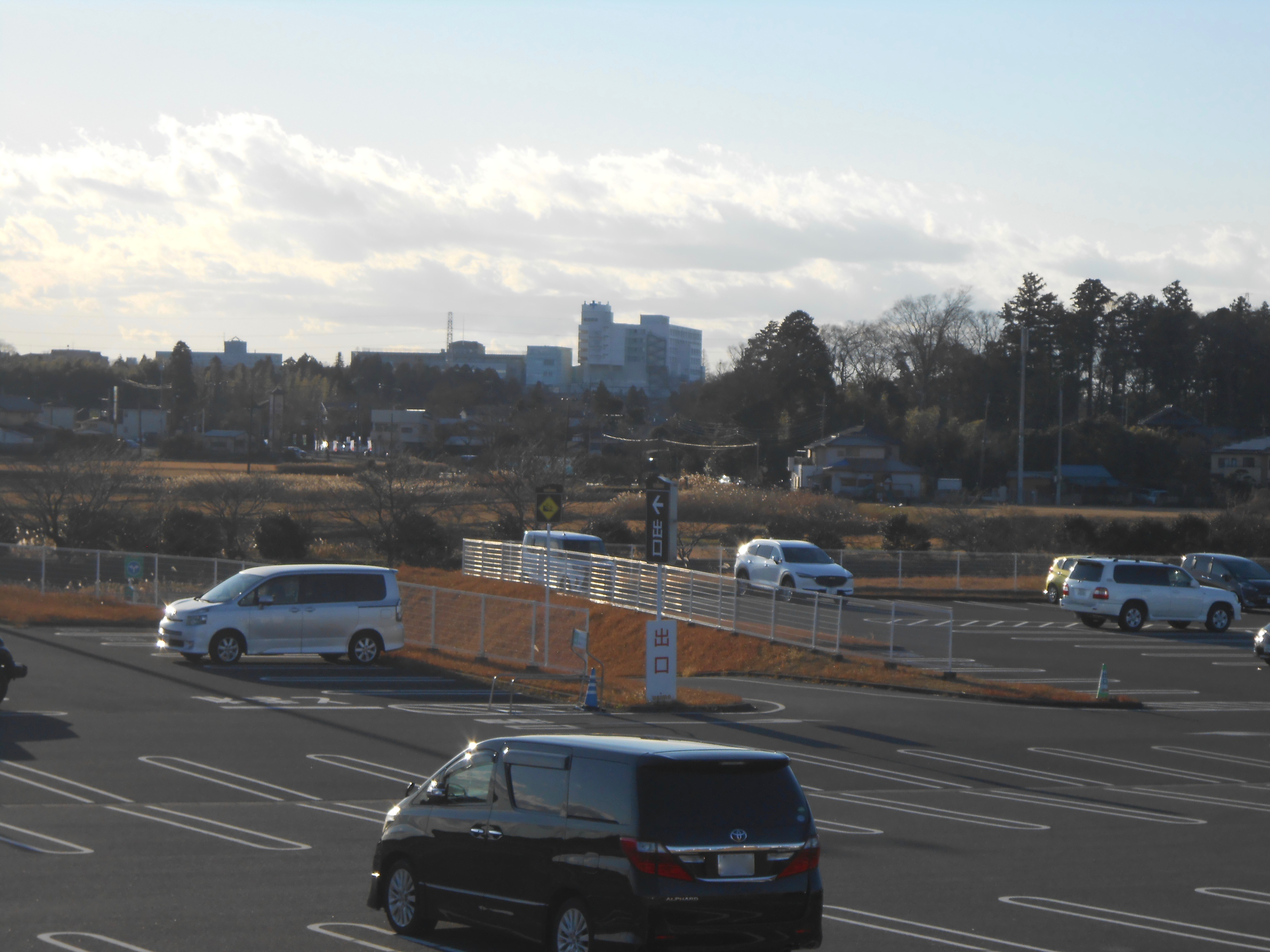
近隣のショッピングセンター「ユニモちはら台」からみえる千葉労災病院。

独立行政法人労働者健康安全機構 千葉労災病院（どくりつぎょうせいほうじんろうどうしゃけんこうあんぜんきこう ちばろうさいびょういん、英語: Chiba Rosai Hospital）は、独立行政法人労働者健康安全機構が千葉県市原市に設置する病院である。
近年では「労災」を平仮名表記とし「千葉ろうさい病院」とも案内している。

## 診療科
- 内科
- 脳神経内科
- 糖尿病内分泌内科
- 腫瘍血液内科
- 呼吸器内科
- 和漢診療科
- アレルギー・膠原病内科
- 乳腺外科
- 精神科
- 消化器内科
- 消化器外科
- 循環器内科
- 小児科
- 外科
- 呼吸器外科
- 整形外科
- 形成外科
- 泌尿器科
- 皮膚科
- リハビリテーション科
- 放射線科
- 麻酔科
- 耳鼻咽喉科
- 眼科
- 産婦人科
- 歯科口腔外科
- 病理診断科
- 重症・救急科

## 医療機関の指定等
- 保険医療機関[2]
- 労災保険指定医療機関[2]
- 指定自立支援医療機関（更生医療）[2]
- 指定自立支援医療機関（育成医療）[2]
- 指定自立支援医療機関（精神通院医療）[2]
- 身体障害者福祉法指定医の配置されている医療機関[2]
- 精神保健指定医の配置されている医療機関[2]
- 生活保護法指定医療機関[2]
- 結核指定医療機関[2]
- 原子爆弾被害者一般疾病医療取扱医療機関[2]
- 公害医療機関[2]
- 母体保護法指定医の配置されている医療機関[2]
- 地域医療支援病院[2]
- 災害拠点病院[2]
- 臨床研修病院[2]
- 臨床修練病院等[2]
- がん診療連携拠点病院（地域）[2][3]
- 特定疾患治療研究事業委託医療機関[2]
- DPC対象病院[2]
- 肝疾患指定医療機関[2]
- 救急告示病院[4]
- 認知症疾患医療センター[5]
- 公益財団法人日本医療機能評価機構認定病院[6]
- NPO法人卒後臨床研修評価機構認定証発行病院[7]
- このほか、各種法令による指定・認定病院であるとともに、各学会の認定施設でもある。

## 交通アクセス
- JR東日本内房線「八幡宿駅」東口バス乗り場から小湊バス「千葉労災病院行」に乗車し、「千葉労災病院」停留所で下車。約20分。
- JR東日本内房線・小湊鉄道線「五井駅」東口3番乗り場から小湊バス「ちはら台駅行」または「ちはら台団地行」に乗車し、「千葉労災病院」停留所で下車。約20分。
- この他、ちはら台・辰巳台地区を巡回する無料送迎バスが平日に運行される。